# Reza Ardakanian
Reza Ardakanian (in persiano رضا اردکانیان‎) (Yazd, 1958) è un politico e docente iraniano, attuale Ministro dell'Energia.

## Biografia
Nato a Yazd nel 1958, ha conseguito una laurea in ingegneria civile all'Università di Sharif e un dottorato in gestione delle risorse idriche nella canadese Università McMaster.